# D31a (hunebed)
Hunebed D31a is een verdwenen hunebed, het lag bij Exloo en werd in 1843 beschreven.
Het hunebed werd op tekening vastgelegd door L.J.F. Janssen in 1847. De stenen zijn verwijderd tussen 1855 en 1875 en daarna is de standplaats in de vergetelheid geraakt. Het voormalige hunebed werd in 1968 herontdekt door J.E. Musch.
Onderzoek door Jan Lanting in 1993 wees uit dat het hunebed heeft bestaan uit drie draagstenen die in een kleine diepe kuil stonden. Tegenwoordig wordt gedacht dat het om een steenkist zou zijn gegaan.